# Pamiri

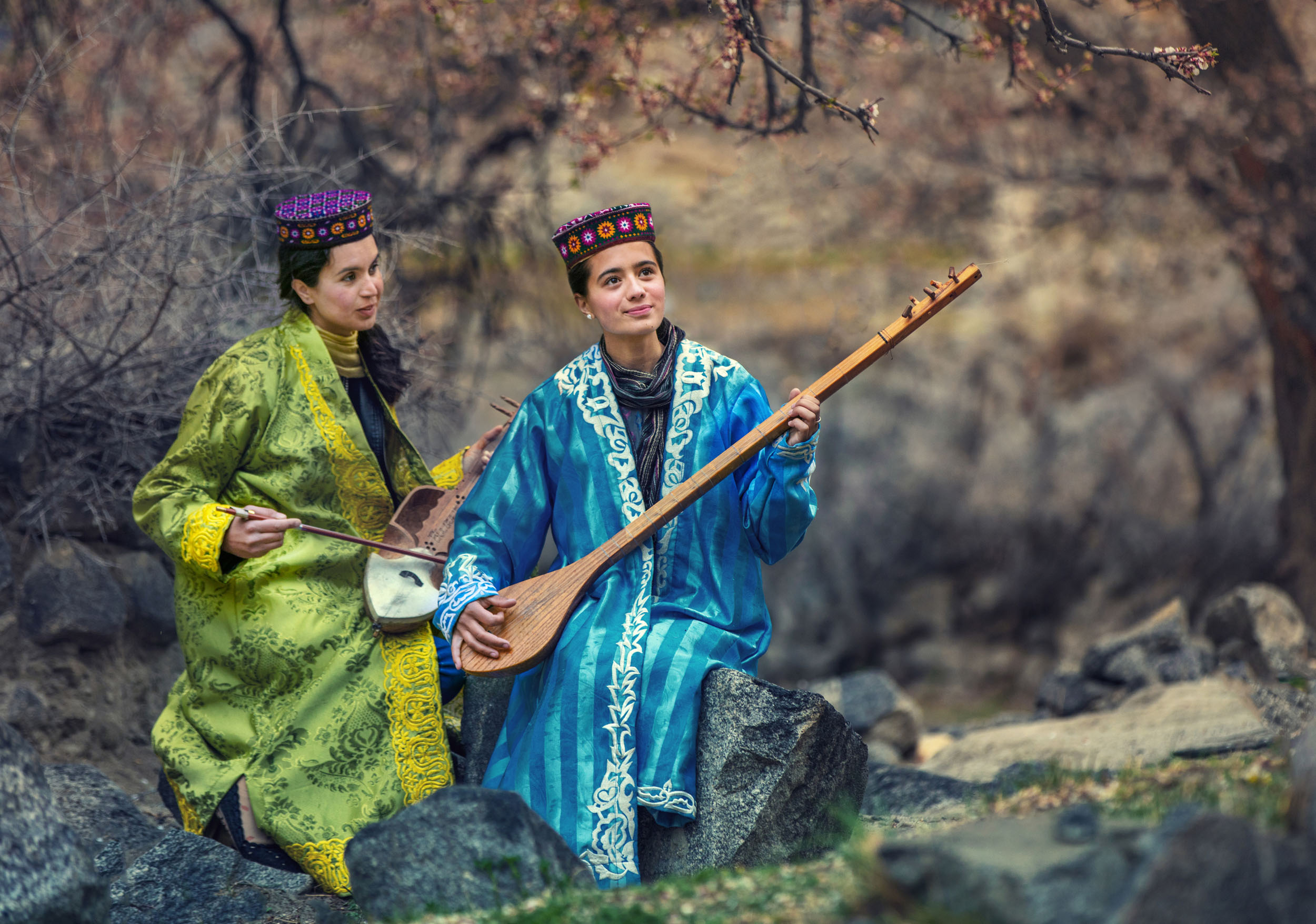
Pamiri-Frauen mit traditioneller Kleidung und Musikinstrumenten

Pamiri ist die Selbstbezeichnung für Menschen, die im Pamirgebirge leben und südostiranische Sprachen sprechen. Anders als die Tadschiken gehören sie dem ismaelitischem Islam an und leben von der Viehhaltung. Die Pamiri leben überwiegend in Tadschikistan (Bergbadachschan), Afghanistan (Badachschan) und China (Xinjiang), wobei einige wenige in Pakistan (Distrikt Chitral) leben. Einige Pamiri fühlen sich von der Mehrheitsbevölkerung der Staaten benachteiligt und streben nach einem eigenen Staat. In China werden die Pamiri und andere iranische Völker unter „Tadschiken Chinas“ zusammengefasst, auch wenn nur ein Bruchteil der „Tadschiken Chinas“ ethnische Tadschiken sind.
In Tadschikistan leben etwa 135.000 Pamiri (2000), über andere Länder sind keine Daten bekannt.

## Sprachen
Früher wurden die Sprachen im Pamir als Pamir-Sprachen zusammengefasst, wobei genauere Sprachforschungen diese Klassifikation widerlegt haben. Die Sprachen sind jedoch alle verwandt und gehören zu den südostiranischen Sprachen. Zu den Sprachen gehören Shughni, Yazgulami, Sarikoli, Munji, Yidgha, Sanglechi, Zebaki, Ishkashimi, Khufi und Wakhi, wobei Wakhi-Sprecher sich häufig als Wakhi bezeichnen. Am weitesten sind Shughni und seine Dialekte (Bartangi, Roshani, Oroshori u. a.) verbreitet. Manchmal werden die Sprachgruppen als eigene Ethnien gesehen (Wakhi, Yazguliyamen, Sarikoli usw.)

### Gefährdung
All diese Sprachen sind vorm Aussterben bedroht, da immer mehr Pamiri Tadschikisch bzw. Persisch sprechen und ihre ursprünglichen Sprachen vernachlässigen. Dennoch bezeichnen sich viele weiterhin als Pamiri. Die Identität der Pamiri bezieht sich ohnehin auf die Lebensweise, ihre Heimat (Pamirgebirge) und die ismaelitische Religion in einer sunnitisch geprägten Region. Durch die Vernachlässigung der traditionellen Sprachen, Konversationen, Auswanderung und Verstädterung ist die Ethnie dennoch gefährdet.

## Religion
Ursprünglich waren die Pamiri Zoroastrier oder Buddhisten, heute gehören sie dem ismailitischen Islam an, wobei sich einige im 19. und 20. Jahrhundert zum sunnitischen Islam konvertierten, um sich vor Diskriminierung von den sunnitischen Paschtunen und Tadschiken zu schützen. Religion spielt jedoch eine untergeordnete Rolle, beispielsweise werden die Bekleidungsvorschriften von den meisten Frauen nicht eingehalten.

## Lebensweise
Die Pamiri leben traditionell von der Viehhaltung, vor allem von der Ziegen- und Yakhaltung. Viele Pamiri leben traditionell nomadisch und ziehen weiter, wenn die Tiere die Gras an einer Stelle gefressen haben. Jedoch leben immer mehr Pamiri sesshaft in Dörfern oder Städten wie Chorugh oder Ischkaschim. Zudem sind die Pamiri für ihr Handwerk (Kleidung, Teppiche, Musikinstrumente) bekannt. Neben islamische Feste wird auch das Nouruz-Fest gefeiert.

## Bekannte Pamiri
- Daler Nazarov (* 1959), Musiker und Schauspieler aus Tadschikistan
- Muborakscho Mirsoschojew (1961–2001), Musiker aus Tadschikistan